# Sossenheimer Unterfeld

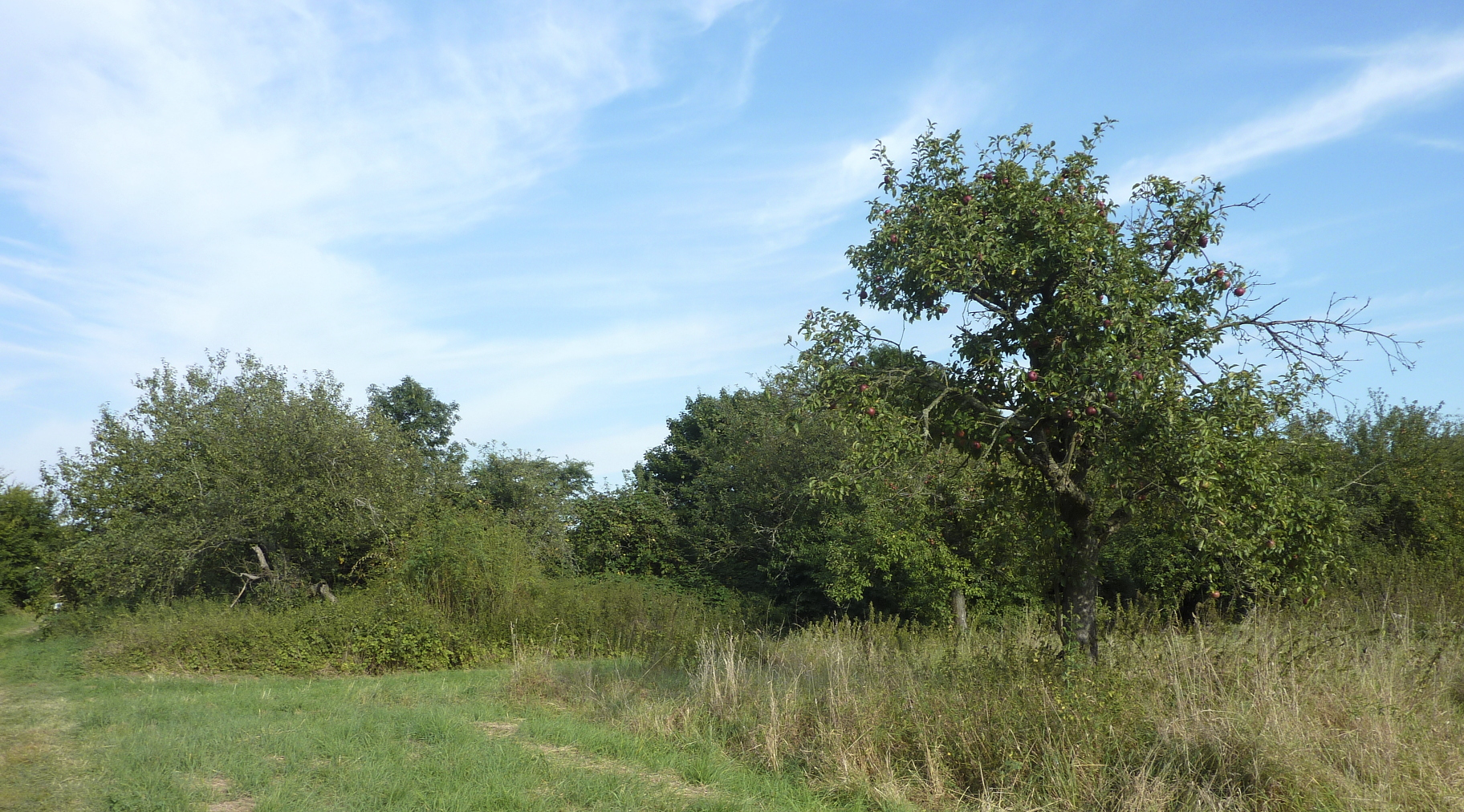
Eine der für das Sossenheimer Unterfeld charakteristischen Streuobstwiesen

Das Sossenheimer Unterfeld ist eine Gruppe zusammenhängender Äcker, Felder, Wiesen und Gehölze in Sossenheim, ein westlicher Stadtteil der hessischen Großstadt Frankfurt am Main. Das landwirtschaftlich und zu Erholungszwecken genutzte Flurstück Sossenheimer Unterfeld gehört zum westlichen Arm des Frankfurter Grüngürtels und ist Teil des Landschaftsschutzgebiets GrünGürtel und Grünzüge in der Stadt Frankfurt am Main.

## Lage
Das Sossenheimer Unterfeld liegt etwa acht Kilometer westlich der Frankfurter Innenstadt. Im Norden grenzt es an die Bebauung Sossenheims, im Süden an das rechte Ufer des Flusses Nidda. Die ost-westliche Ausdehnung des Flurstücks reicht vom Nidda-Zufluss Sulzbach im Westen bis zur Trasse der Bundesautobahn 5 im Osten. Der östliche Teil des Unterfeldes wird in nordwest-südöstlicher Richtung von der Bundesautobahn 648 durchquert, die beiden Autobahnen bilden in der südöstlichen Ecke des Sossenheimer Unterfeldes das Autobahnkreuz Westkreuz Frankfurt. An der südwestlichen Ecke des Unterfeldes mündet der Sulzbach in die Nidda. Im Unterfeld liegen außerdem zwei rechte Altarme der Nidda, der Holler und der Kollmann-Weiher. Beide Altarme sind nach ihren ehemaligen Besitzern benannt.

## Entstehung

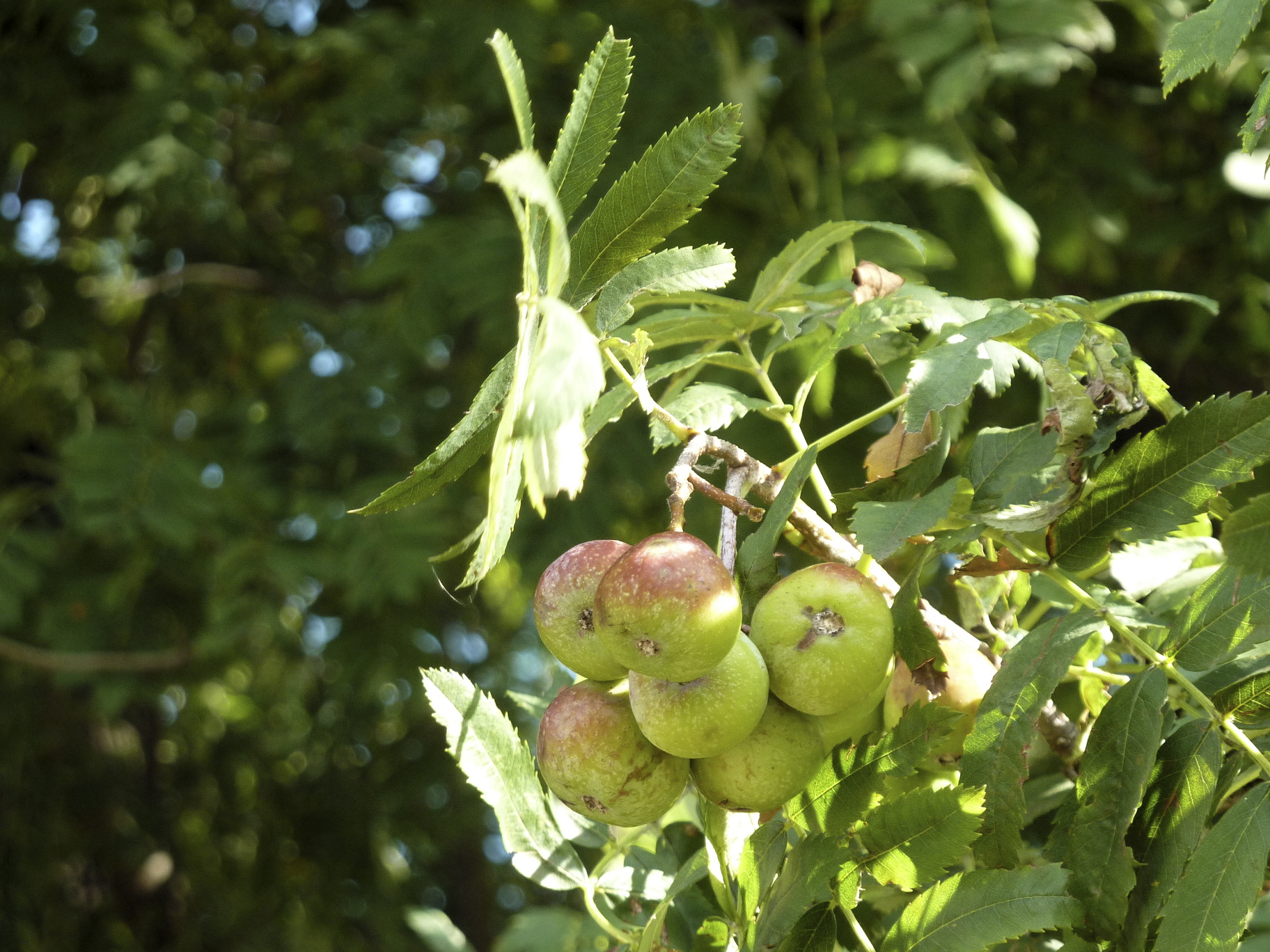
Speierling im Sossenheimer Unterfeld

Das Sossenheimer Unterfeld war bis Ende des 19. Jahrhunderts Teil einer sumpfigen Nidda-Aue, dann wurde das Gebiet durch ein System von Entwässerungsgräben – Dottenfeldgraben/Laufgraben – trockengelegt. Im Jahr 1881 fand eine Flurbereinigung statt, und es entstand eine Streuobstwiesenlandschaft. 1893 wurde der erste lokale Obst- und Gartenbauverein gegründet.

## Nutzung

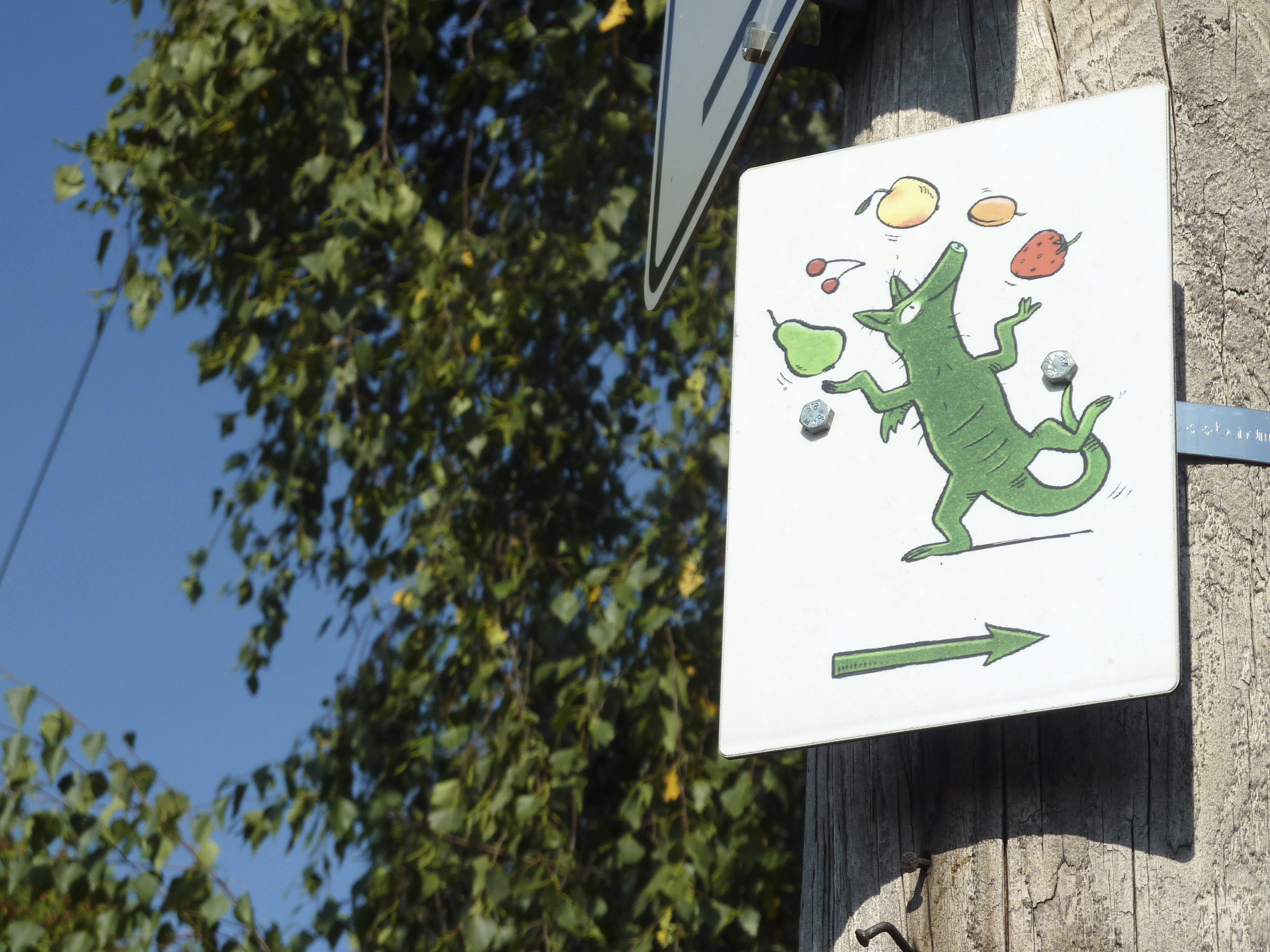
Wegweiser des Sossenheimer Obstpfades mit Grüngürteltier-Zeichnung von Philip Waechter

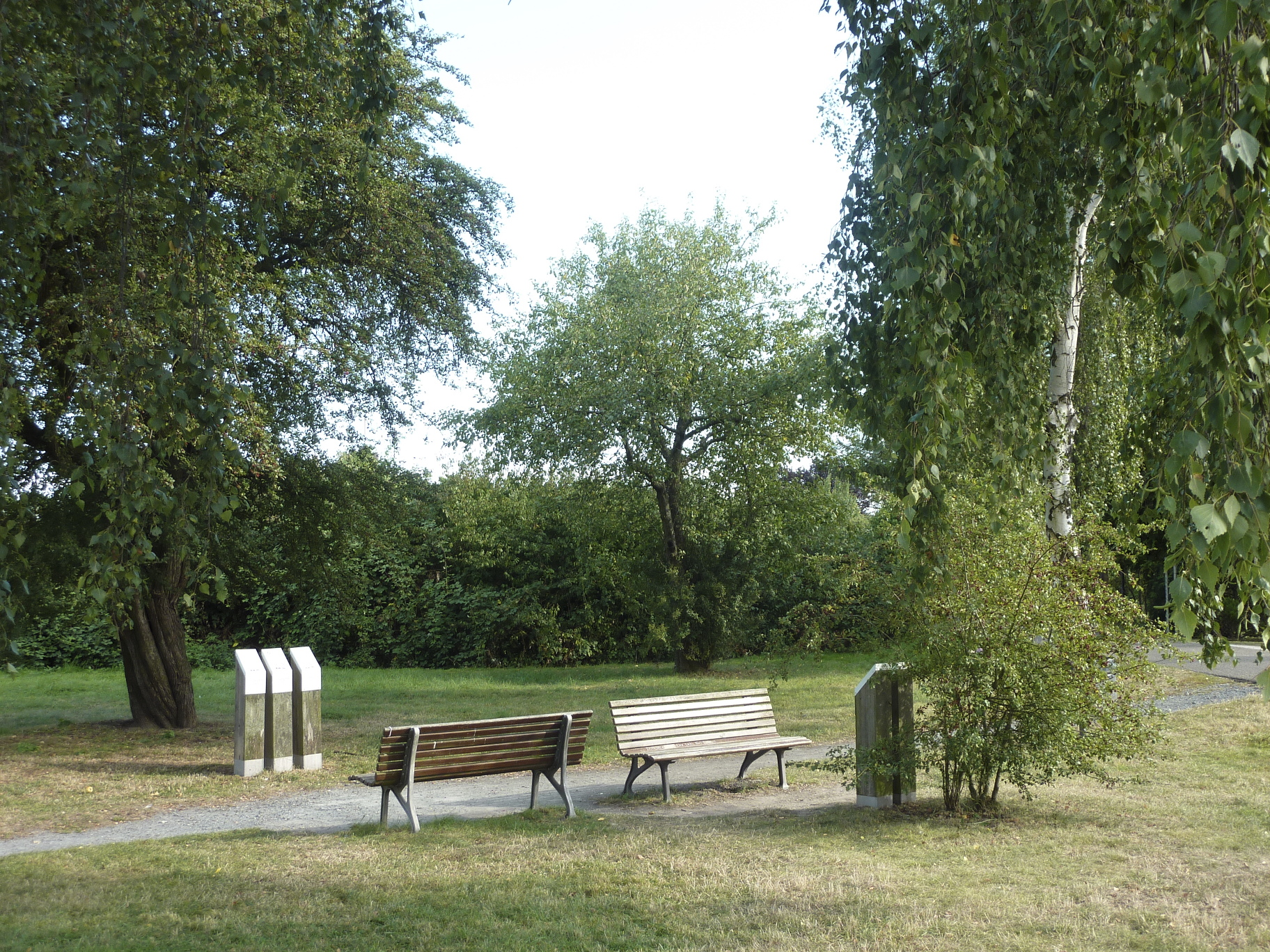
Die Chlodwig-Poth-Anlage im Unterfeld

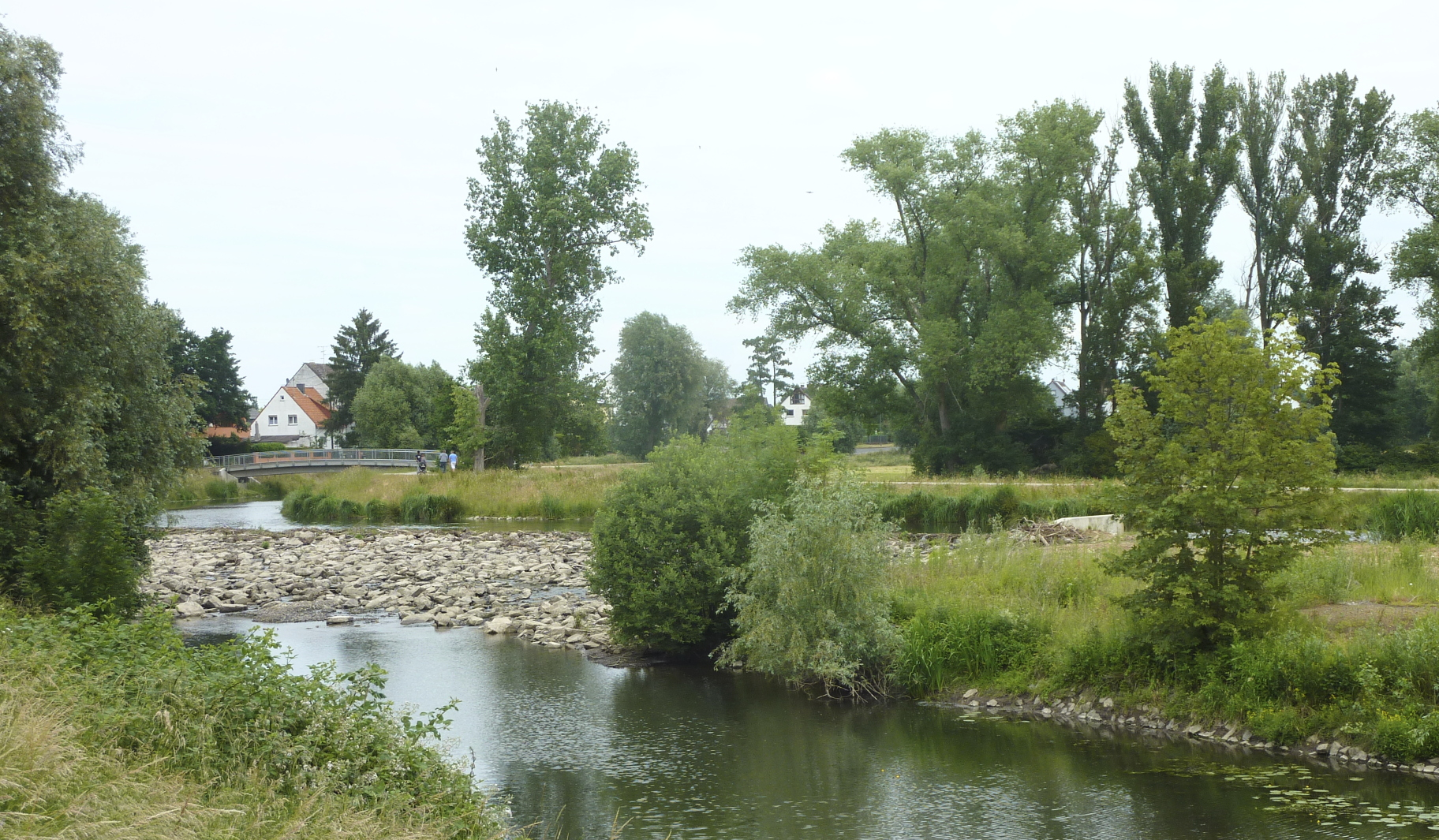
Die Nidda zwischen Sossenheim und Nied nach der Renaturierung 2012/13. Links im Hintergrund die Siedlung Im Mittleren Sand

Das Gebiet im Frankfurter Grüngürtel wird größtenteils als Ackerland genutzt und dient dem Anbau von Mais, Getreide, Kartoffeln und anderen Nutzpflanzen. Auf Streuobstwiesen werden lokale Obstsorten wie der Speierling, Birnen und Zwetschgen angebaut. Im Sossenheimer Unterfeld steht das nach Anzahl der Bäume größte Vorkommen des Speierlings im Frankfurter Stadtgebiet; einige der Bäume haben ein sehr hohes Alter. Sossenheimer Wirtshäuser mit eigener Produktion ernten den Speierling im Unterfeld, um den daraus gewonnenen Saft dem von ihnen gekelterten Apfelwein zuzusetzen. Nach dem Zweiten Weltkrieg wurden auch die beiden in den 1920er-Jahren durch Flussbegradigung entstandenen Nidda-Altarme im Sossenheimer Unterfeld wirtschaftlich genutzt. Am Holler befand sich eine Nutria-Zuchtfarm; von dort entkommene Tiere bildeten die Grundlage der bis heute bestehenden Biberratten-Population am Unterlauf der Nidda. Am Kollmann-Weiher wurden Kies und Sand abgebaut, wovon bis in die Gegenwart die Steilufer des Altarms zeugen.
Das Sossenheimer Unterfeld ist auch ein bekanntes Naherholungsgebiet für die Frankfurter Bevölkerung. Verschiedene Wanderrouten beginnen hier, unter anderem ein Abschnitt der Wanderwege des Regionalparks Rhein-Main zum Opel-Zoo in Kronberg im Taunus. Der Sossenheimer Obstpfad, ein Lehrpfad mit 16 Stationen auf 4,5 Kilometern Wegstrecke, führt durch das Unterfeld und informiert über die Geschichte des Obstanbaus vor Ort. Am südlichen Rand des Sossenheimer Unterfeldes am Nidda-Ufer führt ein Abschnitt des Grüngürtel-Rundwanderweges entlang.
In der westlichen Hälfte des Sossenheimer Unterfeldes befindet sich die im Jahr 2006 eingerichtete Chlodwig-Poth-Anlage. Sie ist dem Andenken an den 2004 verstorbenen, von 1990 bis zu seinem Tod in Sossenheim wohnenden Zeichner und Schriftsteller gewidmet; vor Ort sind zwei seiner Bilderserien dauerhaft ausgestellt. Poth zu Ehren wurde in der Anlage ein Speierling gepflanzt. Poths Zeichnungen in der Anlage sind Teil der Reihe Komische Kunst im Frankfurter Grüngürtel.
Am Nidda-Ufer im Unterfeld nahe der Mündung des Sulzbachs und dem renaturierten Flussabschnitt auf Höhe des vormaligen Wehres Höchst liegt seit den 1950er-Jahren die Wohnsiedlung Im Mittleren Sand (offizielle Bezeichnung Sossenheim III). Nach der Gründung des Frankfurter Grüngürtels im Jahr 1991, dessen rechtlicher Status als urbane Freifläche durch eine Verfassung geschützt ist, wurde deren Abriss diskutiert. Im Jahr 2010 wurde der Siedlung durch den Magistrat der Stadt Frankfurt am Main Bestandsschutz garantiert.